# Holiday Cup
La Holiday Cup es una competición de selecciones nacionales de waterpolo femenino que se celebra Estados Unidos desde 1998.

## Ediciones
| N.º  | Año  | Sede                           | Oro            | Plata          | Bronce         |
| ---- | ---- | ------------------------------ | -------------- | -------------- | -------------- |
| I    | 1998 | Los Alamitos ( Estados Unidos) | Australia      | Estados Unidos | Canadá         |
| II   | 1999 | Los Alamitos ( Estados Unidos) | Australia      | Canadá         | Estados Unidos |
| III  | 2000 | Los Alamitos ( Estados Unidos) | Estados Unidos | Canadá         | Australia      |
| IV   | 2001 | Los Alamitos ( Estados Unidos) | Estados Unidos | Canadá         | Italia         |
| V    | 2002 | Palo Alto ( Estados Unidos)    | Estados Unidos | Canadá         | Brasil         |
| VI   | 2003 | Los Alamitos ( Estados Unidos) | Estados Unidos | Italia         | Canadá         |
| VII  | 2004 | La Jolla ( Estados Unidos)     | Estados Unidos | Italia         | Rusia          |
| VIII | 2006 | Los Alamitos ( Estados Unidos) | Estados Unidos | Rusia          | Australia      |
| IX   | 2007 | Los Alamitos ( Estados Unidos) | Italia         | Países Bajos   | Estados Unidos |

## Medallero histórico
| Núm. | País           | Oro | Plata | Bronce | Total |
| ---- | -------------- | --- | ----- | ------ | ----- |
| 1    | Estados Unidos | 6   | 1     | 2      | 9     |
| 2    | Australia      | 2   | 0     | 2      | 4     |
| 3    | Italia         | 1   | 2     | 1      | 4     |
| 4    | Canadá         | 0   | 4     | 2      | 1     |
| 5    | Rusia          | 0   | 1     | 1      | 2     |
| 6    | Países Bajos   | 0   | 1     | 0      | 1     |
| 7    | Brasil         | 0   | 0     | 1      | 1     |